# تولید قهوه در کامرون

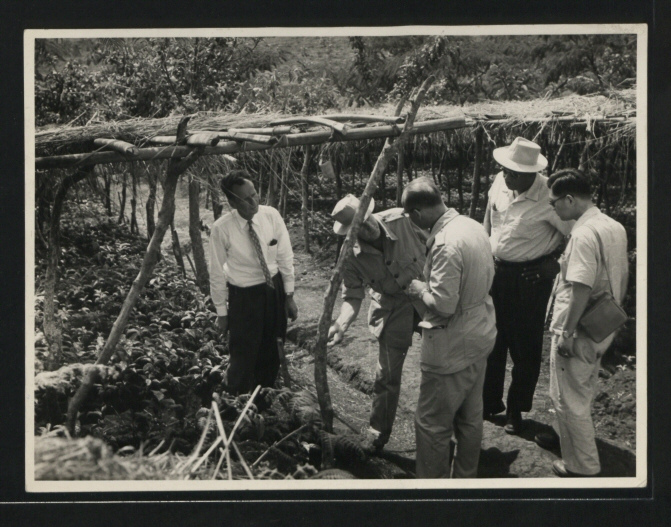
مزارع قهوه سانتا در بامندا

تولید قهوه در کامرون برای اقتصاد کامرون اهمیت زیادی دارد. قهوه به‌طور وسیعی در کشور پرورش می‌یابد، در حالی که پرورش قهوه روبوستا بیشتر در مناطق ساحلی متداول است و پرورش قهوه عربیکا بیشتر در ارتفاعات غربی رایج است. در سال ۲۰۱۴، کامرون در فهرست بزرگ‌ترین تولید کنند گان قهوه در جهان، دارای رتبه سی و یکم بود.